# オタマジャクシ騒動
オタマジャクシ騒動（オタマジャクシそうどう）とは、2009年6月に日本各地で「オタマジャクシが空から降ってきた」という現象が起き、日本中で騒動になったことである。

## 騒動の発端
最初にこの現象が確認された場所は、石川県七尾市中島町にある中島地区コミュニティセンターである。2009年6月4日、同センター駐車場で作業中の人がボトッという音を耳にし、音がした方を見てみると、オタマジャクシが落ちていた。周囲には100匹以上のオタマジャクシが落ちていたという。この出来事を地元の新聞社が翌5日に報道し、日本中から反響があった。
この現象が起きたときに同センター内にいた水上和夫参事は「鳥が吐いたんでしょう。田んぼの周りにオタマジャクシや小魚が落ちていることは昔からの光景」と語っている。また日本鳥類保護連盟の神崎高歩の解説によると、サギ類やウミネコなどは捕獲したオタマジャクシや小魚などを飛翔中に吐き出してしまうことがあるという。神崎は「こんな騒ぎになったことの方が不思議」と語っている。

## 有力な説
有力な仮説は3つあると言われており、その中でも特に有力なのは風説である。つむじ風が付近の水田などに発生することによってオタマジャクシが巻き上げられ、地面にたたきつけられることによって、あたかも空から降ってきたように見えたというもの。また、つむじ風は気象台でも観測できないため、全国で起きている現象も同様の仕組みで説明できる。

## 報道状況
この騒動はマスメディアを賑わすまでに発展した。各マスメディアの報道状況は次の通り。
- 2009年6月7日『北國新聞』「白山市でもオタマジャクシ降る?   中島に続き、深まる謎」。報道状況 - 6月6日午前7時頃、石川県白山市徳丸町、約30匹[3]。
- 2009年6月10日『毎日新聞』「オタマジャクシ：空から大量に   石川で奇妙な現象相次ぐ」。報道状況 - 6月4日午後4時頃、石川県七尾市中島町、約100匹[4]。
- 2009年6月12日『共同通信』「またオタマジャクシ70匹   石川県の七尾市と輪島市」。報道状況 - 6月11日午後1時頃、石川県七尾市矢田町、2匹。同県輪島市二ツ屋町、約70匹[5]。
- 2009年6月15日『朝日新聞』「オタマジャクシ散乱、広島でも民家の庭などに13匹」。報道状況 - 6月15日午前8時頃、広島県三次市十日市東、約13匹[6]。
- 2009年6月16日『毎日新聞』「オタマジャクシ：空から、また   浜松で干からびた40匹、学校テニスコートに」。報道状況 - 6月13日午後7時頃、静岡県浜松市中区、約40匹[7][8]。
- 2009年6月17日『産経新聞』「久喜でもオタマジャクシ?   庭などに30匹以上散乱必須」。報道状況 - 6月16日午後1時頃 - 埼玉県久喜市、約30匹[9]。
- 2009年6月17日『信濃毎日新聞』「須坂でも空からオタマジャクシ?   日野小校庭に40匹」。報道状況 - 6月15日朝、長野県須坂市塩川、約40匹。6月16日午後4時頃、宮城県大崎市、約20匹。6月16日夕方、鹿児島県伊佐市、約24匹[10]。
- 2009年6月17日『中日新聞』「オタマジャクシ、愛知・知立でも降った?」。報道状況 - 6月16日午前8時頃、愛知県知立市長篠町、約25匹[11]。
- 2009年6月17日『読売新聞』「紫波でもオタマジャクシ15匹」。報道状況 - 6月13日午後6時頃、岩手県紫波町片寄、約15匹[12]。
- 2009年6月18日『毎日新聞』「オタマジャクシ：今度は福井で30匹」。報道状況 - 6月17日午前6時頃、福井県鯖江市水落町、約30匹[13]。
- 2009年6月19日『秋田魁新報』「能代でもオタマジャクシ   会社員宅の駐車場に30匹」。報道状況 - 6月15日午前7時20分頃、秋田県能代市向能代、約30匹[14]。